# Âm tắc-xát ngạc cứng hữu thanh
Âm tắc-xát ngạc cứng hữu thanh là một loại phụ âm xuất hiện ở một số ngôn ngữ nói. Kí hiệu đại diện âm này trong bảng mẫu tự ngữ âm quốc tế là ⟨ɟ͡ʝ⟩ và ⟨ɟ͜ʝ⟩, kí hiệu X-SAMPA tương ứng là J\_j\. Dấu nối có khi bị lượt, còn ⟨ɟʝ⟩ trong IPA và J\j\ trong X-SAMPA. Việc này có nguy cơ gây sự thiếu rõ ràng, vì có những ngôn ngữ phân biệt giữa âm tắc xát và chuỗi tắc-xát liền nhau.
Âm xuýt tương ứng với âm này là âm tắc xát chân răng-vòm hữu thanh.
Âm tắc xát vòm hữu thanh có mặt trong tiếng Hungary, tiếng Sami Skolt, và một số khác. Âm này khá hiếm; gần như vắng mặt ở châu Âu như một âm vị (nó có xuất hiện như tha âm trong hầu hết phương ngữ tiếng Tây Ban Nha), ngoại lệ là hai ngôn ngữ Ural ở trên và tiếng Albania. Những ngôn ngữ có âm này cũng thường có cả âm tắc xát vòm vô thanh.

## Đặc điểm
- Cách phát âm là tắc xát, nghĩa là nó được tạo ra trước hết bởi việc ngừng dòng khí, rồi cho dòng khí qua một khe hẹp ở vị trí phát âm. Đây không phải âm xuýt.
- Vị trí phát âm là vòm, nghĩa là nó phải được phát âm khi phần giữa hay sau của lưỡi nâng lên chạm vòm cứng.
- Đây là âm hữu thanh, nghĩa là dây thanh âm rung khi phát âm.
- Đây là phụ âm miệng, nghĩa là khí chỉ thoát ra nhờ đường miệng.
- Đây là âm giữa lưỡi, nghĩa là nó cho dòng khi đi qua giữa lưỡi, thay vì ra hai bên rìa lưỡi.
- Đây là âm phổi, nghĩa là nó được tạo ra bởi khí chỉ do phổi và cơ hoành đẩy ra.

## Ví dụ
| Ngôn ngữ    | Ngôn ngữ             | Từ        | IPA          | Nghĩa        | Ghi chú                                                        |
| ----------- | -------------------- | --------- | ------------ | ------------ | -------------------------------------------------------------- |
| Albania     | Nhiều phương ngữ     | gjë       | [ɟ͡ʝə]        | 'thứ'        |                                                                |
| Asturias    | Asturias             | uveyya    | [uβeɟ͡ʝa]     | 'cừu'        |                                                                |
| Hungary     | Hungary              | gyár      | [ɟ͡ʝaːr]      | 'nhà máy'    | Xem âm vị học tiếng Hungary                                    |
| Na Uy       | Các phương ngữ Trung | leggja    | [leɟ͡ja]      | 'để, đặt'    | Xem âm vị học tiếng Na Uy                                      |
| Na Uy       | Các phương ngữ Tây   | leggja    | [leɟ͡ja]      | 'để, đặt'    | Xem âm vị học tiếng Na Uy                                      |
| Sami Skolt  | Sami Skolt           | vuõˊlǧǧem | [vʲuɘlɟ͡ʝːɛm] | 'tôi bỏ đi'  |                                                                |
| Tây Ban Nha | Castilla             | yate      | [ˈɟ͡jate̞]     | 'thuyền yat' | Chỉ xuất hiện ở vị trí đầu từ. Xem âm vị học tiếng Tây Ban Nha |